# 舘恭子
舘 恭子（たち きょうこ、1968年12月4日 - ）は、福岡放送（FBS）報道局報道部所属の報道記者。元アナウンサー。

## 来歴・人物

### 略歴
- 神奈川県川崎市出身。
- 福岡大学人文学部時代はKBCラジオの平日帯 夜ワイド番組『PAO〜N ぼくらラジオ異星人』の女子大生アシスタント「DJギャル」として活動した。
- 1991年、福岡大学を卒業後、FBSにアナウンサーとして入社した。
- 2007年9月、6年間キャスターをしていた「朝ドキッ!九州」が終了した。[1]
- 2008年3月、めんたいワイド「夕刊めんタイムス」のフィールドキャスターを担当した（石井裕二、牟田剛司と）[2]
- 2008年6月、KBCラジオの番組に出演した。（学生時代に沢田幸二（KBCアナウンサー）のラジオ番組のアシスタントを担当してから約20年振り。アナウンサーになってから他局に足を踏み入れたのはこれが初めて）[3]
- 2008年3月よりテナーサックスに挑戦する[4]。
- 2010年05月、笑点の福岡公演で、前日のレセプションの司会と当日の会場MCを担当した[5]。
- 2011年、アカペラ部で『24時間テレビ in FUKUOKA』で成果を実証[6]。
- 2011年10月より、財津ひろみ・齊藤直史とともに日本テレビ「ZIP!」のローカル差し替え枠を担当した。その時点で、入社して20年のうち約12年は早起き生活をしていた。担当日（月、火）は目覚まし3つを時間差でセットして午前3時に起床した。[7]
- 2013年4月、FBSの地域密着女子部（女性の視点で業務改善に取り組む社内委員会）に、アナウンス部から伊藤舞と参加する。「取材や営業の際に配布する謝礼品の見直し」として、『もらって嬉しいもの、心に残るもの』を探り、東日本大震災被災地である宮城県のエコたわしに着目し、「ゆめんたエコたわし」にたどり着いたエピソードが紹介される。[8]
- 2015年2月、伊藤舞の産休にともない、めんたいワイドの司会に就任する。担当は、火曜、木曜。
- 2016年7月の人事異動で報道局報道部へ異動し、アナウンス職を離れた。

### エピソード
- 日本テレビ系全国ネットの番組に出演した際、口にしたラーメンを吹き出したことがある[9]。
- 2003年（35歳）のブログで、夫、息子がいることを公表した。電動歯ブラシに喜ぶ姿やぎっくり腰の話題（反響があった）を描いている[10]。
- 会社での呼び方は、「タチさん」「きょんさん」「きょうちゃん」「ねえさん」「たちきょん」「きょんたち」[11]
- 本人と夫は共に大のジーンズ好き[12]。
- 2005年10月、理想の男性として不動の第1位なのは、10数年前男性化粧品のCMで一目惚れし、舞台を観てその魅力におぼれて以来、俳優の堤真一であると語る[13]。
- 高校生の頃から安部公房の小説が好き[14]。
- 桜の花があまり好きではない[15]。あっという間に散ってしまうその儚さと、短命の美を愛でようとした時に急かされているような気持ちが伴うことを受け入れられないからである。
- 2007年5月、占い好きで、ある時占いで念を送ってもらったが、それに使用した携帯電話が壊れ、修理に出す[16]。また、家電をすべてリニューアルしたが、なぜか記憶力が低迷しメモを持ち歩くこととなった[17]。
- 好きなアーティストは、THE THRILL[18]。
- 三谷幸喜率いる劇団「東京サンシャインボーイズ」(西村雅彦、相島一之、近藤芳正ら)のファンだった[19]。
- 大切にしている言葉として、（伝えるべき情報を1枚の絵画に例えるなら）アナウンサーの役割は「額縁」である（かつてアナウンス技術を授けた恩師の言葉）[20]。
- 10代の頃、よく自分でテーマを決めて選曲してはオリジナルのテープを作っていた。その当時、好きな曲は佐野元春の「SOMEDAY」であった[21]。
- 2012年時点で、15年手帳を愛用し、それを使うためのペンをよく紛失していたが、とある緑色のペンに変えてから紛失しなくなった。[22]

## 担当番組
- めんたいワイド「夕刊!めんタイムス」など
- FBSニュース→NEWS5ちゃん (スポットニュース)

## 過去に担当した番組
- 朝ドキッ!九州
- ズームイン!!朝!（福岡担当キャスター）
- ズームイン!!サタデー（福岡担当キャスター）
- ジパングあさ6OKINKA-TV
- FBSニュースプラス1
- ZIP!（5:57.55・6:28・6:58のローカルパート。月曜と火曜担当。）
- 朝ドキッ！九州